# 파도 (1973년 드라마)
《파도》는 1973년 1월 1일부터 1973년 10월 6일까지 방영한 KBS 일일연속극이다.

## 등장 인물
- 이효춘 - 선희 역
- 오현경 - 홍일 역
- 천선녀
- 장민호
- 남능미
- 권미혜